# Quyền LGBT ở Bahamas
Quyền đồng tính nữ, đồng tính nam, song tính và chuyển giới ở Bahamas có thể phải đối mặt với những thách thức mà những người không phải LGBT không gặp phải. Mặc dù hoạt động tình dục đồng giới là hợp pháp ở Bahamas, nhưng không có luật nào đề cập đến sự phân biệt đối xử hoặc quấy rối trên tài khoản của khuynh hướng tình dục hoặc nhận dạng giới tính, cũng như không công nhận các hiệp hội tình dục dưới mọi hình thức, cho dù đó là hôn nhân hay quan hệ đối tác. Các hộ gia đình do các cặp đồng giới đứng đầu cũng không đủ điều kiện nhận bất kỳ quyền tương tự nào được trao cho các cặp vợ chồng khác giới.

## Bảng tóm tắt
| Mối quan hệ đồng giới hợp pháp                                                                                              | Từ năm 1991 |
| Độ tuổi đồng ý | Yes         |
| Luật chống phân biệt đối xử trong việc làm                                                                                  | No          |
| Luật chống phân biệt đối xử trong việc cung cấp hàng hóa và dịch vụ                                                         | No          |
| Luật chống phân biệt đối xử trong tất cả các lĩnh vực khác (bao gồm phân biệt đối xử gián tiếp, ngôn từ kích động thù địch) | No          |
| Hôn nhân đồng giới | No          |
| Công nhận các cặp đồng giới                                                                                                 | No          |
| Con nuôi của các cặp vợ chồng đồng giới                                                                                     | No          |
| Con nuôi chung của các cặp đồng giới                                                                                        | No          |
| Người đồng tính nam và đồng tính nữ được phép phục vụ công khai trong quân đội                                              | Yes         |
| Quyền thay đổi giới tính hợp pháp                                                                                           | Yes         |
| Truy cập IVF cho đồng tính nữ                                                                                               | No          |
| Mang thai hộ thương mại cho các cặp đồng tính nam                                                                           | No          |
| NQHN được phép hiến máu | No          |